# 15. National Hockey League All-Star Game
Das 15. National Hockey League All-Star Game wurde am 7. Oktober 1961 in Chicago ausgetragen. Das Spiel fand im Chicago Stadium, der Spielstätte des Stanley-Cup-Siegers Chicago Black Hawks statt. Die NHL All-Stars konnten die Blackhawks mit 3:1 besiegen.

## Mannschaften
| #           | Land        | Spieler          | Pos.             | Team                |
| Torhüter    |             |                  |                  |                     |
| 1           | Kanada 1957 | Johnny Bower     | Johnny Bower     | Toronto Maple Leafs |
| 1           | Kanada 1957 | Gump Worsley     | Gump Worsley     | New York Rangers    |
| Verteidiger |             |                  |                  |                     |
| 2           | Kanada 1957 | Doug Harvey      | Doug Harvey      | New York Rangers    |
| 3           | Kanada 1957 | Marcel Pronovost | Marcel Pronovost | Detroit Red Wings   |
| 18          | Kanada 1957 | Allan Stanley    | Allan Stanley    | Toronto Maple Leafs |
| 19          | Kanada 1957 | Doug Mohns       | Doug Mohns       | Boston Bruins       |
| 20          | Kanada 1957 | Leo Boivin       | Leo Boivin       | Boston Bruins       |
| Angreifer   |             |                  |                  |                     |
| 4           | Kanada 1957 | Phil Goyette     | C                | Montréal Canadiens  |
| 5           | Kanada 1957 | Bernie Geoffrion | RW               | Montréal Canadiens  |
| 6           | Kanada 1957 | Andy Bathgate    | LW               | New York Rangers    |
| 7           | Kanada 1957 | Norm Ullman      | C                | Detroit Red Wings   |
| 8           | Kanada 1957 | Frank Mahovlich  | LW               | Toronto Maple Leafs |
| 9           | Kanada 1957 | Gordie Howe      | RW               | Detroit Red Wings   |
| 10          | Kanada 1957 | Alex Delvecchio  | C                | Detroit Red Wings   |
| 12          | Kanada 1957 | Don Marshall     | LW               | Montréal Canadiens  |
| 14          | Kanada 1957 | Claude Provost   | RW               | Montréal Canadiens  |
| 15          | Kanada 1957 | Dean Prentice    | LW               | New York Rangers    |
| 16          | Kanada 1957 | Henri Richard    | C                | Montréal Canadiens  |
| 17          | Kanada 1957 | Don McKenney     | C                | Boston Bruins       |

| #           | Land        | Spieler             | Pos.                |
| Torhüter    |             |                     |                     |
| 1           | Kanada 1957 | Glenn Hall          | Glenn Hall          |
| Verteidiger |             |                     |                     |
| 2           | Kanada 1957 | Bob Turner          | Bob Turner          |
| 3           | Kanada 1957 | Pierre Pilote       | Pierre Pilote       |
| 4           | Kanada 1957 | Elmer Vasko         | Elmer Vasko         |
| 5           | Kanada 1957 | Jack Evans          | Jack Evans          |
| 19          | Kanada 1957 | Dollard St. Laurent | Dollard St. Laurent |
| Angreifer   |             |                     |                     |
| 6           | Kanada 1957 | Reg Fleming         | LW                  |
| 7           | Kanada 1957 | Murray Hall         | C                   |
| 9           | Kanada 1957 | Bronco Horvath      | C                   |
| 10          | Kanada 1957 | Ron Murphy          | LW                  |
| 11          | Kanada 1957 | Bill Hay            | C                   |
| 12          | Kanada 1957 | Gerry Melnyk        | C                   |
| 14          | Kanada 1957 | Ab McDonald         | LW                  |
| 15          | Kanada 1957 | Eric Nesterenko     | RW                  |
| 16          | Kanada 1957 | Bobby Hull          | LW                  |
| 17          | Kanada 1957 | Kenny Wharram       | RW                  |
| 18          | Kanada 1957 | Chico Maki          | RW                  |

## Spielverlauf

### NHL All-Stars 3 – 1 Chicago Black Hawks
| Team       | Zeit  | Stand | Torschütze      | Vorlagengeber   | Vorlagengeber    |
| 1. Drittel |       |       |                 |                 |                  |
|            | 11:37 | 1–0   | Alex Delvecchio | Gordie Howe     | Norm Ullman      |
| 2. Drittel |       |       |                 |                 |                  |
|            | 22:37 | 2–0   | Don McKenney    | Andy Bathgate   | Marcel Pronovost |
|            | 26:26 | 2–1   | Eric Nesterenko | Murray Hall     | Pierre Pilote    |
|            | 32:38 | 3–1   | Gordie Howe     | Alex Delvecchio | Norm Ullman      |

Schiedsrichter: Frank Udvari 

Linienrichter: Neil Armstrong, George Hayes 

Zuschauer: 14.534